# Американо-андоррские отношения
Американо-андоррские отношения — двусторонние дипломатические отношения между США и Андоррой.

## История
Андорра считала себя независимой со времён средневековья, и поэтому уже была независимой, когда Соединенные Штаты провозгласили независимость от Британской империи в 1776 году. В отличие от многих других независимых государств конца XVIII века, Андорра так и не подписала двусторонний договор с Соединенными Штатами, что юридически означало бы признание новой республики.
В 1993 году в Андорре была принята конституция, определяющая страну в качестве суверенного демократического государства, а в 1995 году Соединённые Штаты установили дипломатические отношения с Андоррой. Между странами сложились хорошие отношения, основанные на общих ценностях, включая продвижение демократии в мире и соблюдение прав человека. Начиная с 2000 года Андорра участвует в программе Fulbright Exchange Program. Эти две страны также подписали Bilateral Work Agreement по содержанию сотрудников дипломатических представительств и консульских учреждений, назначенных для выполнения официальных обязанностей в соответствующих странах, а также в скором времени должны заключить соглашение о совместном использовании конфискованных доходов и средств преступлений. Андорра поддерживает американскую внешнюю политику и голосует за американских кандидатов в международных организациях.
Посол США в Испании также представляет интересы страны и в Андорре. Генеральный консул США в Барселоне отвечает за координацию взаимодействия с Андоррой, он регулярно посещает эту страну с дипломатическими целями.

## Торговля
США не имеют существенного товарооборота с этой страной, уровень инвестиций ограничен. В 2012 году в стране был принят новый инвестиционный закон, открывающий страну для иностранных инвестиций: инвесторы получили возможность открыть бизнес в свою собственность без участия государства. Инвестиционный климат в стране существенно изменился после этих изменений в законодательстве, что привело к либерализации экономики.
Андорра участвует в программе безвизового въезда, который позволяет гражданам стран-участниц посетить США без получения визы по определенным направлениям деятельности или в целях туризма при проживании 90 дней или меньше.